# کارلو آنووازی
کارلو آنووازی (به ایتالیایی: Carlo Annovazzi) بازیکن فوتبال و مدافع اهل ایتالیا است 

## تیم ملی
از سال ۱۹۴۷ میلادی عضو تیم ملی فوتبال ایتالیا بوده و در ۱۷ بازی ملی حضور داشته‌است. او در بازی‌های ملی‌اش گلی به ثمر نرساند.
کارلو آنووازی آخرین بازی ملی خود را در سال ۱۹۵۲ میلادی انجام داد.